# 博格諾里吉斯足球會
博格諾里吉斯足球會（Bognor Regis Town Football Club）是一支位於英格蘭博格諾里吉斯的職業足球會，目前於英格蘭足球依斯米安聯賽超聯組角逐。

## 榮譽

### 聯賽榮譽
- 西薩塞克斯聯賽冠軍 – 1920/21, 21/22, 22/23, 23/24, 24/25.
- 西薩塞克斯聯賽亞軍 – 1897-98.
- 薩塞克斯郡聯賽甲組冠軍 – 1948/49, 71/72.
- 薩塞克斯郡聯賽乙組冠軍 – 1970/71.
- 南部聯賽南部賽區亞軍 – 1980/81.
- 英格蘭足球依斯米安聯賽甲組亞軍 – 1981/82.
- 英格蘭足球依斯米安聯賽甲組南部亞軍 – 2002/03 (升級), 2010/11 (沒升級), 2011/12 (升級)

### 盃賽榮譽
- 薩塞克斯高級盃 – 1954/55, 55/56, 79/80, 80/81, 81/82, 82/83, 83/84, 86/87.
- 薩塞克斯皇家烏爾斯特步槍慈善杯[2]
  - 冠軍 (1): 1971–72
  - 亞軍 (1): 1958–59,
- 依斯米安聯賽盃冠軍 – 1986/87

## 外部連結
- Club website （页面存档备份，存于）
- Bognor Regis Town@Football Club History Database